# Le Mariage de Victorine
Le Mariage de Victorine er en fransk stumfilm fra 1907 af Georges Méliès.